# Athene blewitti
Athene blewitti là một loài chim trong họ Strigidae. Đây là loài bản địa của các khu rừng miền trung Ấn Độ. Loài này đang trên bờ vực tuyệt chủng. Sau khi được mô tả năm 1873 và nó không được tìm thấy sau năm 1884 nên được xem là tuyệt chủng mãi cho đến khi nó được tái phát hiện sau 113 năm vào năm 1997 bởi Pamela Rasmussen. Công việc tìm kiếm loài này ở mức độ địa phương dựa trên một tiêu bản đã thất bại và người ta đã phát hiện rằng tiêu bản đó đã bị đánh cắp từ một bản toàng của Anh bởi Richard Meinertzhagen và được trả lại với tiêu đề với thông tin sai tình trạng địa phương. Nó được tìm thấy với số lượng nhỏ ở mức địa phương và số cá thể rất ít trong các khu vực rừng rời rạc ở miền trung Ấn Độ, nó được xếp vào nhóm loài nguy cấp.

## Hình ảnh

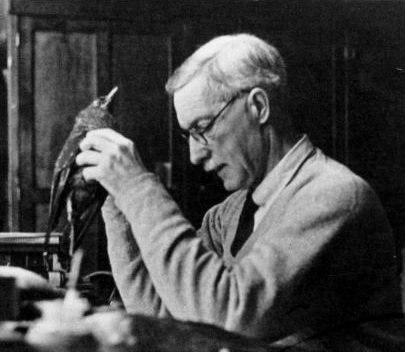
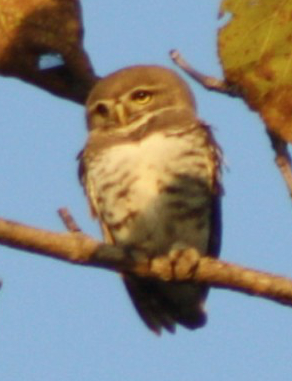
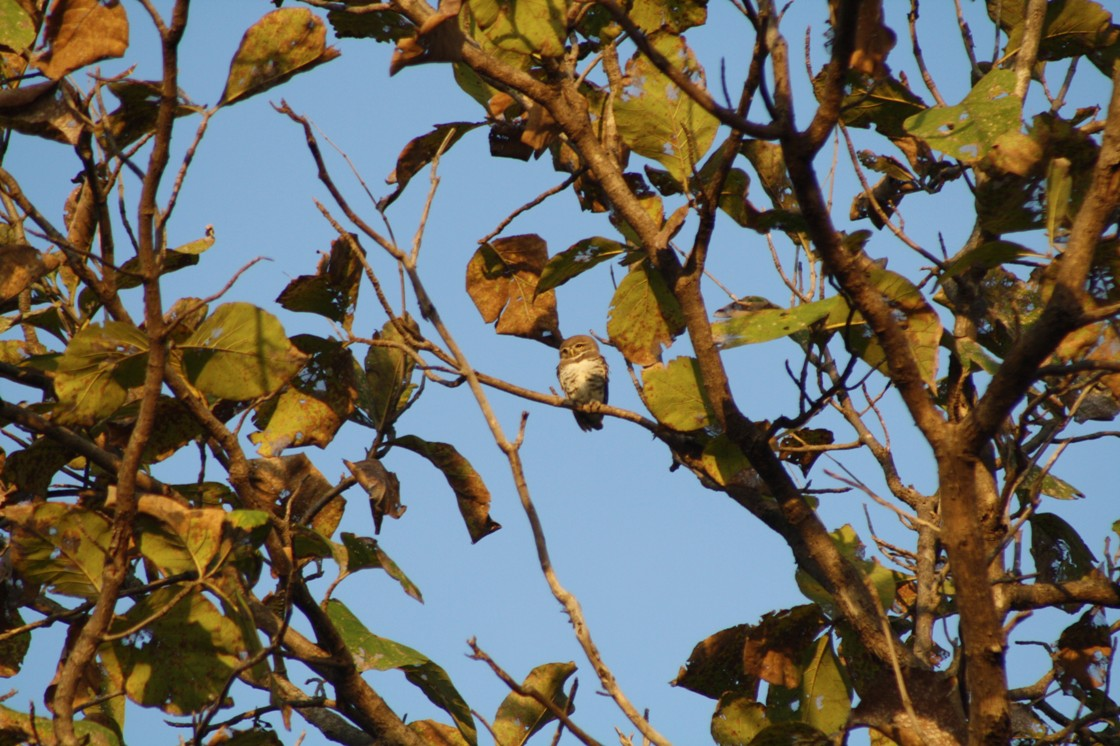